# Wilsons Fichte
Wilsons Fichte (Picea wilsonii) ist eine Pflanzenart aus der Familie der Kieferngewächse (Pinaceae). Sie ist in China heimisch.

## Beschreibung
Wilsons Fichte wächst als immergrüner Baum, der Wuchshöhen von bis zu 50 Metern und Brusthöhendurchmesser von bis zu 1,3 Meter erreichen kann. Die Krone ist pyramidenförmig. Die graue Stammborke blättert in unregelmäßig geformten Stücken ab. Die unbehaarte, selten auch anfangs behaarte Zweigrinde ist anfangs gelblich-grün bis gelblich-grau und verfärbt sich mit der Zeit hellgrau bis bräunlich-grau.
Die gelblich-braunen bis braunen Winterknospen sind eiförmig und nicht harzig. Die geraden oder leicht gebogenen Nadeln sind bei einer Länge von 0,8 bis 1,3 Zentimeter und einer Breite von 0,12 bis 0,17 Zentimeter linear-viereckig geformt und haben einen breit-viereckigen Querschnitt. Ihre Spitze ist spitz zulaufend. Auf jeder Seite der Nadeln befinden sich vier oder fünf Stomatalinien.
Wilsons Fichte ist einhäusig-getrenntgeschlechtig (monözisch) und die Blütezeit liegt im April. Die Zapfen sind bei einer Länge von 5 bis 8 Zentimetern und einer Dicke von 2,5 bis 4 Zentimetern länglich-eiförmig geformt. Sie sind anfangs grün gefärbt und verfärben sich zur Reife im Oktober hin gelbbraun bis hellbraun. Die Samenschuppen sind verkehrt-eiförmig und werden 1,4 bis 1,7 Zentimeter lang und 1 bis 1,4 Zentimeter breit. Ihre Basis läuft keilförmig zu und ihre Spitze ist spitz zulaufend, abgerundet oder gestutzt. Die verkehrt-eiförmigen Samen werden etwa 3 bis 4 Millimeter lang und haben einen verkehrt-lanzettförmigen, hellbraunen Flügel, welcher 8 bis 11 Millimeter lang ist.
Die Chromosomenzahl beträgt 2n = 24.

## Verbreitung und Standort
Das natürliche Verbreitungsgebiet von Wilsons Fichte liegt in China. Es reicht vom  nordöstlichen Qinghai bis zur Inneren Mongolei. Es umfasst dort die Provinzen Gansu, Hebei, Hubei, Nei Mongol, Qinghai, Shaanxi, Shanxi und Sichuan.
Wilsons Fichte gedeiht in Höhenlagen von 1400 bis 2800 Metern. Die Art wächst vor allem in Gebirgen und in Flusstälern.
Picea wilsonii wird in der Roten Liste der IUCN als „nicht gefährdet“ eingestuft. Es wird jedoch darauf hingewiesen, dass eine erneute Überprüfung der Gefährdung notwendig ist.

## Nutzung
Wilsons Fichte wird in China als Ziergehölz gepflanzt und wird auch für Wiederaufforstungen genutzt. Das Holz wird als Konstruktionsholz, zur Fertigung von Masten und Möbeln sowie zur Gewinnung von Zellstoff verwendet.

## Systematik
Picea wilsonii wird innerhalb der Gattung der Fichten (Picea) der Untergattung Picea, der Sektion Picea, der Untersektion Picea und der Serie Smithianae zugeordnet.
Die Erstbeschreibung als Picea wilsonii erfolgte 1903 durch Maxwell Tylden Masters in The Gardeners' Chronicle, Serie 3, Band 33, Seite 56. Synonyme für Picea wilsonii Mast. sind Picea mastersii Mayr und Picea watsoniana Mast.